# Daniel Funk

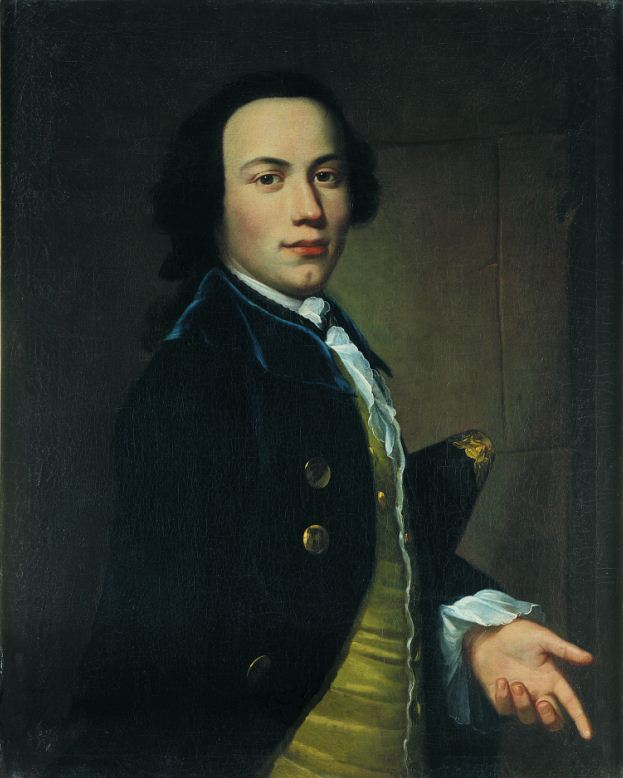
Jakob Emanuel Handmann, Daniel Funk (1753)

Daniel Beat Ludwig Funk (getauft 16. Januar 1726 in Bern; † 1. Mai 1787 in Bern; Bürger von Nidau) war ein Schweizer Uhrmacher.
Daniel Funk liess sich zum Uhrmacher ausbilden und arbeitete ungefähr ab 1750 mit seinem Vater Mathäus Funk zusammen, aber auch mit seinem Onkel Johann Friedrich Funk oder dessen Sohn Johann Friedrich Funk. Zahlreiche Pendulen, Nachtuhren und Tableaux mouvants tragen seine Signatur FONCK A BERNE oder FONCK FILS A BERNE. Mit zunehmendem Alter betrieb er Handel mit Uhren, die er meist aus Paris importierte und ebenfalls mit seiner Signatur versah.